# Communauté cantonale de Celles-sur-Belle
La communauté cantonale de Celles-sur-Belle est une ancienne communauté de communes française, située dans le département des Deux-Sèvres et la région Nouvelle-Aquitaine.

## Histoire
La communauté cantonale de Celles-sur-Belle a été créée le 24 décembre 1992.
Dans le cadre des dispositions de la loi portant nouvelle organisation territoriale de la République du 7 août 2015, qui prévoit que les établissements publics de coopération intercommunale (EPCI) à fiscalité propre doivent, sauf cas particulier, avoir un minimum de 15 000 habitants, cette intercommunalité fusionne avec trois autres EPCI pour former le 1er janvier 2017 la Communauté de communes Mellois en Poitou.

## Territoire communautaire

### Géographie
La communauté cantonale était composée des neuf communes qui formaient le canton de Celles-sur-Belle avant 2015.

### Composition
La communauté était constituée en 2016 des 9 commiunes suivantes :
- Celles-sur-Belle
- Aigonnay
- Beaussais-Vitré
- Fressines
- Mougon
- Prailles
- Saint-Médard
- Sainte-Blandine
- Thorigné

### Démographie
| 2010   | 2013   |
| ------ | ------ |
| 11 450 | 11 807 |

## Organisation

### Siège
Le siège de la communauté de communes était à Celles-sur-Melle, 1 rue de la Gare.

### Élus
La communauté de communes était administrée par son conseil communautaire, composé de  conseillers municipaux représentant les  9 communes membres.

### Liste des présidents
| Période                                  | Période       | Identité       | Étiquette | Qualité                                        |
| ---------------------------------------- | ------------- | -------------- | --------- | ---------------------------------------------- |
| Les données manquantes sont à compléter. |               |                |           |                                                |
|                                          | janvier 2015  | Francis Proust |           | Maire de Thorigné (2008 → 2016) Démissionnaire |
| janvier 2015                             | décembre 2016 | Jean-Marie Roy | DVD       | Maire de Celles-sur-Belle (1995 → )            |

### Compétences
L'intercommunalité exerçait les compétences qui lui avaient été transférées par les communes membres, dans les conditions déterminées par le Code général des collectivités territoriales.

### Régime fiscal et budget
La communauté de communes était un établissement public de coopération intercommunale à fiscalité propre.
Afin de financer l'exercice de ses compétences, l'intercommunalité percevait la fiscalité professionnelle unique (FPU) – qui a succédé à la taxe professionnelle unique (TPU) – et assure une péréquation de ressources entre les communes résidentielles et celles dotées de zones d'activité.